# Tic Tac (marque)
Pour les articles homonymes, voir Tic Tac.
Tic Tac est une marque de petites dragées colorées fabriquées par le groupe de confiseur italien Ferrero. La ligne est centrée autour des saveurs orange et menthe, bien que d'autres parfums existent. Produits depuis 1969, les Tic Tac sont vendus dans de petites boîtes rectangulaires transparentes munies d'un couvercle avec une charnière.

## Historique
Le Tic Tac a été commercialisé pour la première fois en 1969 en Italie, et à partir de 1971 en France. Tic Tac a conquis dans un premier temps l'Europe puis le monde au fil des années. En France, 95 % de la population aurait connaissance de la marque. Dans ses publicités, la marque communique principalement sur le fait qu'un bonbon Tic Tac n'apporte pas plus de deux calories.

## Composition
Goût menthe :

Sucre, maltodextrine, fructose, épaississant: gomme arabique; amidon de riz, arômes, huile essentielle de menthe, agent d'enrobage: cire de carnauba.
Goût menthe extra-fraîche
Sucre, maltodextrine, arômes, épaississant :gomme arabique ; fructose, amidon de riz, anti agglomérant : sels de magnésium d'acides gras, huile essentielle de menthe, agent d'enrobage : cire de carnauba
Goût chewing-gum :
Sucre, maltodextrine, épaissisant : gomme arabique ; amidon de riz, fructose, acidifiant : acide citrique ; arômes, agents d'enrobage (gomme shellac, cire de carnauba), colorants : E 100, E153.

### Valeurs nutritionnelles
Valeurs nutritionnelles pour 100 grammes : 
| Parfum                | Valeur énergétique | Matière grasse | dont acides gras saturés | Glucides | dont sucres | Protéines | Sel     |
| --------------------- | ------------------ | -------------- | ------------------------ | -------- | ----------- | --------- | ------- |
| Menthe                | 1685 kJ (397 kcal) | 0,5 g          | 0,5 g                    | 97,5 g   | 94,5 g      | 0,1 g     | 0,028 g |
| Menthe extra fraîche  | 1669 kJ (393 kcal) | 0,2 g          | 0 g                      | 97 g     | 90,7 g      | 0,1 g     | 0,022 g |
| Citron vert et orange | 1640 kJ (386 kcal) | 0,4 g          | 0,4 g                    | 95 g     | 91,4 g      | 0,1 g     | 0,020 g |
| Cerise et passion     | 1640 kJ (386 kcal) | 0,5 g          | 0,5 g                    | 94,8 g   | 91 g        | 0,1 g     | 0,010 g |
| Duo de fraises        | 1676 kJ (394 kcal) | 0,6 g          | 0,6 g                    | 94,8 g   | 91,3 g      | 0 g       | 0,030 g |
| Chewing-gum           | 1668 kJ (393 kcal) | 0,5 g          | 0,5 g                    | 95,7 g   | 93 g        | 0,1 g     | 0,010 g |

| Parfum                      | Valeur énergétique  | Protéines | Glucides | Lipides |
| --------------------------- | ------------------- | --------- | -------- | ------- |
| Orange                      | 1 678 kJ (395 kcal) | 0,3 g     | 96,5 g   | 0,5 g   |
| Menthe verte (chlorophylle) | 1 648 kJ (388 kcal) | 0,2 g     | 96,1 g   | 0,3 g   |
| Menthe extra forte          | 1 618 kJ (381 kcal) | 0 g       | 95,2 g   | 0 g     |
| Fruit de la passion         | 1 626 kJ (383 kcal) | 0,1 g     | 92,7 g   | 0,5 g   |
| Cerise acerola              | 1 624 kJ (382 kcal) | 0,2 g     | 92,2 g   | 0,7 g   |
| Pêche/Fruit de la passion   | 1 647 kJ (388 kcal) | 0,1 g     | 93,7 g   | 0,6 g   |
| Duo de pommes               | 1 676 kJ (395 kcal) | 0,1 g     | 95 g     | 0,4 g   |